# 克迪涅
克迪涅（捷克语：Kdyně）是捷克的城鎮，位於該國西部，距離首府皮爾森約60公里，由比爾森州負責管轄，面積28.73平方公里，海拔高度455米，該鎮自十七世紀晚期是紡織業中心，2006年人口共5,222。